# Franz Diekamp
Franz Diekamp (* 8. November 1864 in Geldern; † 10. Oktober 1943 in Münster) war ein deutscher römisch-katholischer Theologe.

## Leben
Franz Diekamp wurde als Sohn eines Oberpostkassenbuchhalters am Niederrhein geboren. Er verbrachte seine Kindheit und Jugend in Münster. Dort besuchte er das Gymnasium Paulinum. 1882 begann Diekamp an der Münsterschen Königlichen Akademie das Theologiestudium. Er war seit seinem Studium Mitglied der katholischen Studentenverbindung KStV Germania Münster im KV. Am Bischöflichen Lyzeum in Eichstätt setzte Franz Diekamp sein Studium fort. Am 17. Dezember 1887 wurde er zum Priester geweiht. Nach kurzer Tätigkeit als Kaplan in Kamp wurde er 1889 Repetent am Collegium Borromaeum Münster in Münster. 1895 wurde er promoviert; drei Jahre später habilitierte er sich an der Münsterschen Akademie. 1902 wurde er außerordentlicher Professor, zwei Jahre darauf ordentlicher Professor für Patrologie, Kirchen- und Dogmengeschichte, zunächst als „persönliches Ordinariat“, 1907 erhielt er den Lehrstuhl für Dogmatik und Dogmengeschichte.
1902 begründete er die Theologische Revue und war bis 1924 deren Schriftleiter. 1910 wurde er Rektor der Westfälischen Wilhelms-Universität Münster. 1923 wurde er zum Päpstlichen Hausprälaten ernannt und im folgenden Jahr Domkapitular.
Die Katholische Dogmatik von Franz Diekamp gilt als bedeutendste thomistische Dogmatik der deutschen Sprache; sie erschien in 13 Auflagen bis 1962.

## Werke
- Die Gotteslehre des heiligen Gregor von Nyssa. Münster 1895.
- Hippolytos von Theben. Texte und Untersuchungen. Münster 1898.
- Die origenistischen Streitigkeiten im sechsten Jahrhundert und das fünfte allgemeine Concil. Münster 1899.
- Doctrina patrum de incarnatione verbi. Ein griechisches Florilegium aus der Wende des 7. und 8. Jahrhundert. Münster 1907. 2. Aufl. mit Korrekturen und Nachträgen von Basileios Phanourgakis, hrsg. von Evangelos Chrysos, Münster 1981, ISBN 3-402-03450-6. (Digitalisat)
- Über den Ursprung der Trinitätsbekenntnisse. Münster 1910.
- Katholische Dogmatik nach den Grundsätzen des heiligen Thomas. Münster 1917.
- Analecta patristica. Texte und Abhandlungen zur griechischen Patristik. Rom 1938.